# Spitsmuis van Kelaart
De spitsmuis van Kelaart (Feroculus feroculus)  is een zoogdier uit de familie van de spitsmuizen (Soricidae). De wetenschappelijke naam van de soort werd voor het eerst geldig gepubliceerd door Kelaart in 1850.

## Voorkomen
De soort komt voor in India en Sri Lanka.